# 유자와정 (아키타현)
유자와정(湯沢町)은 아키타현 오가치군에 설치되었던 정이다.현재의 유자와시 중심부에 해당한다.

## 역사
- 1889년 4월 1일 - 정촌제 시행에 의해 오가치군 유자와정 단독으로 자치체를 형성하였다.
- 1954년 3월 31일 - 이와사키 정, 야마다 촌, 미쓰세키 촌, 벤텐 촌, 하타노 촌과 신설합병해 유자와시가 성립하였다. 동일 유자와정은 폐지되었다.

## 교통

### 철도
- 일본국유철도 오우 본선

### 도로
- 국도 13호선